# Gung Ye
 (août 2018).
Si vous disposez d'ouvrages ou d'articles de référence ou si vous connaissez des sites web de qualité traitant du thème abordé ici, merci de compléter l'article en donnant les références utiles à sa vérifiabilité et en les liant à la section « Notes et références ».
Gung Ye (궁예, 弓裔) a été l'unique roi de l'éphémère royaume du Koguryo postérieur de 901 à 918 en Corée. Il pensait être Maitreya, le prochain Bouddha. 
Les origines de Gung Ye font encore l'objet de controverses. Cependant, il est connu qu'il est né vers 850-860 dans la famille des rois de Silla. Comme l'oracle avait annoncé que ce bébé serait à l'origine de gros problèmes pour le pays, le roi donna l'ordre de le tuer. Néanmoins, il fut caché et il devint un moine bouddhiste.
Lorsque des révoltes éclatent à la fin du IXe siècle, Gung Ye rejoint la troupe de Gi Hweon puis de Yang Gil en 892. Faisant fortune, il peut diriger un grand nombre de soldats et il concentre ses attaques contre Silla dans le centre de la péninsule. Il évince Yang Gil en 898 puis fonde son royaume, le Koguryo postérieur en 901. Il établit alors sa capitale à Cheorwon et essaie d'abolir les discriminations. 
Son règne tourne ensuite au despotisme : il réalise des purges politiques et tue sa femme et ses deux fils en 915. Gung Ye meurt assassiné en 918 après que ses généraux aient choisi un nouveau roi en la personne de Wang Kon, son premier ministre et futur fondateur de la dynastie de Koryo. 

## Référence
- Les Coréens dans l'histoire, « Rêve inaccompli de Gung Ye, roi fondateur de Hu-Goguryeo », KBSworld, le 12 janvier 2012.